# 小行星2127
小行星2127（2127 Tanya）是一颗围绕太阳公转的小行星。1971年5月29日，柳德米拉·切爾尼赫在克里米亚发现了此天体。
該小行星以俄羅斯青少年日記作家塔妮亞·薩維切娃命名。
这颗小行星的绝对星等为180.42523等。